# Willy Schäfer
Pour les articles homonymes, voir Schäfer.
Willy Schäfer, né le 6 mars 1933 à Sarrebruck et mort le 6 mai 2011 à Munich, est un acteur allemand.

## Biographie
Jeunesse
Fils d'un directeur de banque, Willy Schäfer passa toute son enfance à Sarrebruck. Lors de l'occupation de la Sarre par l'armée française en 1945, il apprend le français. Durant sa jeunesse, il a joué pour le FC Sarrebruck.
Vie d'acteur
Quelques années après avoir quitté l'école, Schäfer se rend à Vienne et intègre le Max-Reinhardt-Seminar. Il rencontrera entre autres Klaus Löwitsch et Tommy Hörbiger avec lesquels il entretiendra une grande amitié.
Après avoir joué dans de nombreux spectacles et de nombreux petits rôles, il incarnera le rôle de Berger dans Inspecteur Derrick. À l'origine, il ne devait pas avoir de prénom pour ce rôle, mais Fritz Wepper décide de lui attribuer son vrai prénom, Willy, pour le rôle.
Il a un rôle de témoin dans l'épisode de Derrick:  "La Tentation" en 1975. Il est Mr Schultz.
Il doublera aussi quelques personnages pour le cinéma allemand, notamment pour L'Exorciste.
Schäfer est marié et vit à Munich depuis 1960. Il y meurt le 6 mai 2011, des suites d'une longue maladie.

## Filmographie partielle
- 1960: Bataillon 999 : Le sergent Haack
- 1965: Alarm in den Bergen (trois épisodes)
- 1973: Der Kommissar: Tod eines Buchhändlers
- 1974: Der Kommissar: Sein letzter Coup
- 1974–1997: Derrick : Willi Berger
- 1978–1986: Polizeiinspektion 1 (5 épisodes)